# Мёллер ван ден Брук, Артур
Артур Мёллер ван ден Брук (нем. Arthur Moeller van den Bruck, 23 апреля 1876, Золинген — 30 мая 1925, Берлин) — немецкий историк культуры и писатель, наиболее известный своей скандальной книгой 1923 года «Третий рейх», которая пропагандировала немецкий национализм и оказала сильное влияние на движение консервативной революции, а затем и на немецкую нацистскую партию. Переводчик Мопассана, Эдгара По и Достоевского на немецкий язык.

## Биография
Родился в 1876 году в Золингене в семье архитектурного советника бургомистра Оттомара Мёллера. Мать его Эльза ван ден Брук была голландкой, поэтому Артур уже в зрелые годы взял себе двойную фамилию — отца и матери. Был исключен из гимназии в Дюссельдорфе за равнодушие к учёбе. После этого жил и учился в Берлине, Париже, Италии. Во время проживания в Париже познакомился с уроженками русской Лифляндии, сестрами Люси и Лесси (Елизаветой) Керрик, первая из которых стала его женой. Сестры в свою очередь познакомили его с четой Мережковских и привили интерес к России, а также к творчеству Достоевского (Лесси Керрик полностью перевела Достоевского на немецкий язык, и этот перевод был издан под совместной редакцией Меллера и Мережковского). Возникший тогда интерес к «загадочной русской душе» повлияет на всю жизнь молодого философа.
Детище и пропагандист австрийско-немецкого модерна. В 1907 году вернулся в Германию, в 1914 записался в армию добровольцем, воевал на Восточном фронте. Осенью 1916 года был признан негодным к военной службе из-за нервного расстройства, признаки которого проявлялись у него с детства, однако благодаря протекции своего друга Франца Эверса был переведен в центральную службу прессы и пропаганды Военного отдела иностранных дел (затем — Внешний отдел Верховного армейского командования).
В 1916 году выпускает эссе «Der Preussische Stil» («Прусский стиль»), в котором он восхваляет суть Пруссии, как «волю к государству». С этого момента его идеология направлена на попытку соединить националистические и социалистические идеалы при резком неприятии парламентской демократии и западного либерализма. В этом качестве, он был одним из провозвестников консервативной революции, оказав сильное влияние на Jungkonservativen («Движение младоконсерваторов»).
В послевоенных трудах Мёллер ван ден Брук призывал к союзу с Советской Россией против либерального Запада. Октябрьскую революцию он рассматривал как Консервативный протест русского самосознания, считая, что большевизм, как национальное движение, преодолевает навязанный извне марксизм.
Ван ден Брука в целом можно назвать идеологическим провозвестником национал-социализма, хотя отнюдь не все связанные с нацизмом идеи для него характерны. В частности, он выступал против расизма, утверждая, что «нация вытеснила расу», и противопоставляя             «биологическим расам» «расы духа». Он лично встретился с Гитлером весной 1922 года во время дискуссии в Июньском клубе, членом которого был, и впечатленный Гитлер заявил ему: «У Вас есть то, чего не хватает мне. Вы разрабатываете интеллектуальный инструментарий для возрождения Германии. Я же только барабанщик и собиратель сил. Давайте сотрудничать!» Однако Мёллер отнесся к предложению холодно и заметил организатору выступления Гитлера Р. Пехелю: «Этот парень ничего не поймет». Год спустя он осудил Пивной путч, особо отметив «пролетарский примитивизм» Гитлера. Однако Гитлер проникся идеями Мёллера и считал, что может воплотить их на практике. 
В 1925 году покончил с собой в результате тяжёлого нервного срыва.

## Наследие
В своей книге 1918 г. Das Recht der jungen Völker («Право молодых народов»), Меллер ван ден Брук представляет версию теории «особого пути» (Sonderweg). Согласно этой версии, Россия представляет социалистическую цивилизацию, а США — капиталистическую, но Германии же следует держаться посередине между двумя крайностями. С его точки зрения, Америка отождествляет себя с цивилизацией, а Россия — с культурой, но только Германия может достичь синтеза и того, и другого. Вместе с тем, согласно Меллеру, эти три нации представляют собой «молодые народы», выступающие против лишенных творческих жизненных сил народов европейского Запада.
Наиболее известная работа Мёллера ван ден Брука — «Третий Рейх» (1923). В ней он создал политическую концепцию Третьего Рейха как пангерманского националистического государства, которой немедленно воспользовался национал-социализм, введя в качестве политического понятия и самый термин «Третий Рейх», до того относившийся к мистической сфере средневековых хилиастических учений.
Книга Мёллера ван ден Брука состоит из восьми глав. В первых семи: «Революционер», «Социалист», «Либерал», «Демократ», «Пролетарий», «Реакционер» и «Консерватор» он рассматривает и подвергает критике господствующие в немецком обществе идеи и программы, в восьмой же излагает собственный идеал Третьего Рейха, идеального пангерманского государства, которое явится наследником первых двух германских рейхов — Священной Римской империи и Германской империи Гогенцоллернов — и вместе с тем будет представлять собой воплощение хилиастической утопии о Третьем Царстве как об идеальном и гармоническом царстве Духа.
Третий Рейх, в концепции Мёллера ван ден Брука — это кульминация «младоконсервативной революции», царство всеобщей красоты и гармонии, противостоящее современной либерально-индустриальной цивилизации, с сакральным центром мира и храмом для обожествленной нации. При этом Священная Римская империя мыслилась как тезис, империя Бисмарка — как антитезис, а Третий Рейх — как синтез. Грядущий Третий Рейх должен взять все лучшее у своих предшественников, а также в идеалах революционеров-социалистов и консерваторов-националистов, и на основе консервативных национальных ценностей примирить существующие в Веймарской Германии антагонизмы. При этом, ван ден Брук указывал на необходимость для Третьего Рейха вести завоевательную внешнюю политику с целью сплочения вокруг себя Центральной Европы и добычи жизненного пространства для немецкого народа..
Мёллер, как и ряд других «консервативных революционеров» не были нацистами, но, как отмечал доктор исторических наук Олег Пленков, «снять вину с „консервативной революции“ за нацизм также нельзя, уже потому, что нет никаких оснований думать, что в случае реализации многочисленных национальных мифов „консервативной революции“ они выглядели бы иначе, чем нацизм, ибо в конечном итоге национальные мифы в „век масс“ необратимо должны были обратиться в концлагеря».
Многие труды были опубликованы посмертно. Идеи Мёллера ван ден Брука активно использовались нацистами, используются сегодня «новыми правыми» во Франции, национал-фундаменталистами и национал-радикалами в России.

## Сочинения
- Stilismus (1901)
- Der neue Humor varietestil (1902)
- Die moderne Literatur (1902)
- Das junge Wien (1902)
- Das Théâtre français (1905)
- Die Deutschen, unsere Menschengeschichte (1905, в 8 томах)
- Die Zeitgenossen: Die Geister — Die Menschen (1906)
- Verschwarmte Deutshe (1906)
- Goethe (1907)
- Die italienische Schönheit (1913)
- Der Preußische Stil (1916)
- Das Recht der jungen Völker (1918)
- Das Dritte Reich (1923)
- Rechenschaft über Russland (1933)

## Публикации на русском языке
- Третий рейх// Полис, 2003, № 5 (=)
- Миф о вечной империи и Третий рейх. М.: Вече, 2009
- Себастьян Маас. Борец за Третий Рейх. Артур Мёллер ван ден Брук и его кружок  (С предисловием Алена де Бенуа. Перевод с немецкого, публикация в интернете, pdf)